# Sancha de Aragón y Gazela
Sancha de Aragón y Gazela (1478 en Gaeta - 1506 en Nápoles), o Sancha de Aragón, fue hija ilegítima del rey Alfonso II de Nápoles y su amante Trogia Gazzela. Fue muy popular en su época por su gran belleza.

## Matrimonio
En 1494, se casó con Jofré Borgia, hijo menor del papa Alejandro VI. Sancha bordeaba los dieciséis y Jofré contaba con trece años.

## Princesa
Después de su matrimonio, ella y su marido fueron nombrados Príncipes de Squillace, una provincia en el sur de Italia.

## Especulaciones
Sancha siempre mantuvo sometido a su débil esposo, de quien rápidamente se aburrió y buscó la compañía de otros hombres. Al parecer, vivió un romance con los hermanos mayores de su esposo, primero con Juan y luego con César Borgia. Debido a sus relaciones extramatrimoniales con Juan Borgia se ha especulado que fue la razón de que éste muriera asesinado en 1497.

## Matrimonio de su hermano con Lucrecia Borgia
El hermano de Sancha, Alfonso de Aragón, se casó con la hija del Papa, Lucrecia Borgia, que era hermana de César, Juan y Jofré.

## Asesinato de su hermano y encarcelación de Sancha
Su hermano Alfonso fue brutalmente asesinado en 1500 por César Borgia, que estaba celoso de su influencia sobre Lucrecia. A la vez que Sancha, considerada ahora una vergüenza política, fue encarcelada en el castillo Sant'Angelo en Roma, hasta el fallecimiento de Alejandro VI, en 1503. A su muerte, Sancha consiguió recuperar su libertad y regresó a Nápoles con su joven sobrino, Rodrigo, a quien crio como hijo propio. A su vez, en Nápoles se hizo amante de Gonzalo Fernández de Córdoba, el hombre que capturó a César Borgia.

## Fallecimiento
Sancha murió en 1506, un año antes de la muerte de César Borgia. Luego de su muerte, Jofré Borgia volvió a casarse en segundas nupcias con María Mila de Aragón y Villahermosa, con quien tuvo descendencia.